# Allendorf (Merenberg)

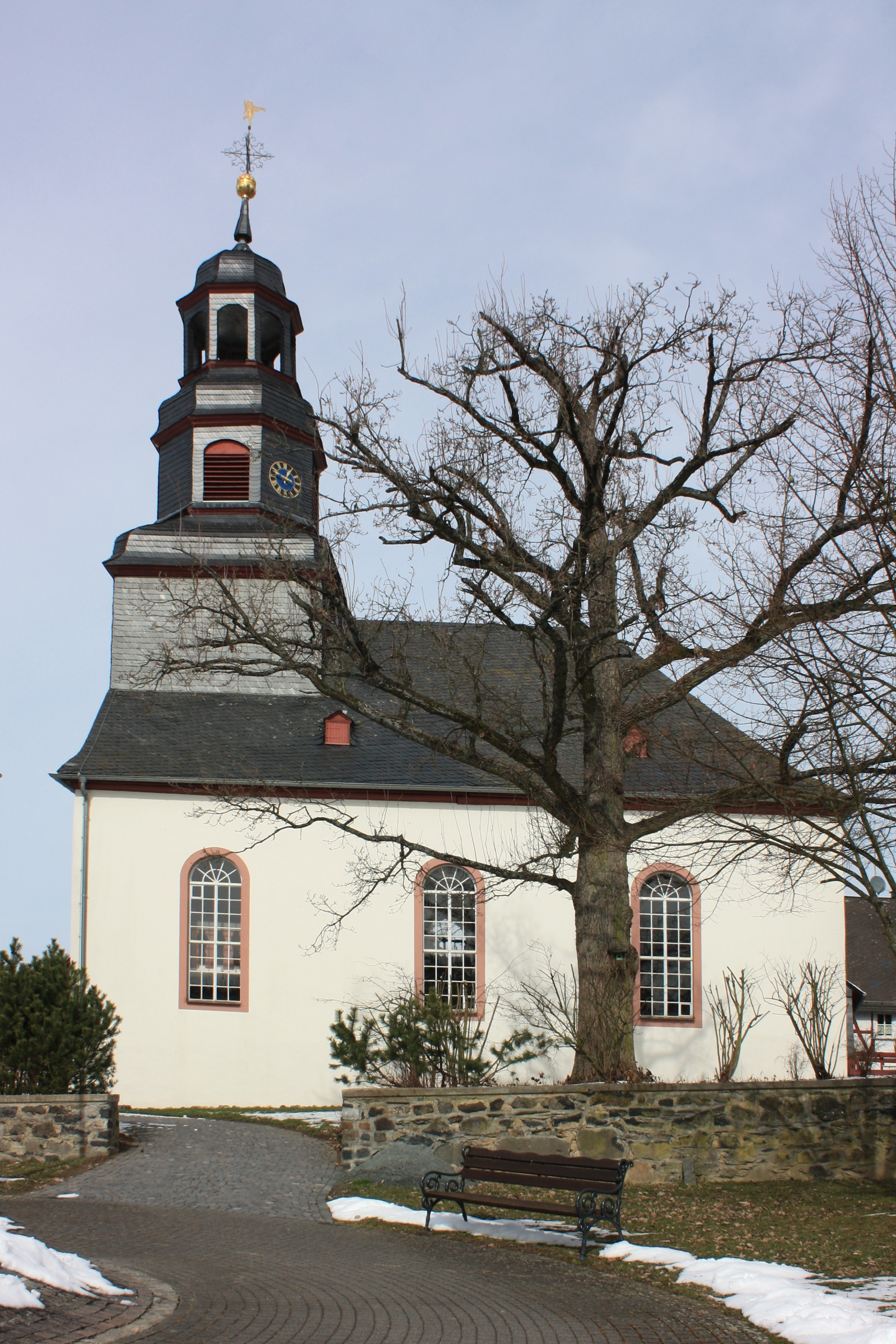
Die evangelische Pfarrkirche in Allendorf (erbaut 1729)

Allendorf (Ausspracheⓘ) ist der drittgrößte Ortsteil der Gemeinde Merenberg im mittelhessischen Landkreis Limburg-Weilburg.

## Geographische Lage
Allendorf liegt einen Kilometer südöstlich von Merenberg in Mittelhessen. Die Bundesstraße 49 verläuft am nördlichen Ortsrand.

## Geschichte

### Ortsgeschichte
Die älteste bekannte schriftliche Erwähnung von Allendorf erfolgte unter dem Namen Aldindorf im Jahr 1289, als Graf Gerlach von Diez dem Diezer Stift das Patronat schenkte.
Burg Allendorf
Nahe dem Ort befand sich eine Burg, möglicherweise auf der Fläche des heutigen Friedhofs. Diese Befestigung wurde wohl frühestens am Ende des 13. Jahrhunderts errichtet. Im Jahr 1362 zerstörte Kuno II. von Falkenstein in seiner Funktion als Koadjutor des Erzstifts Trier die Burg an der Spitze eines Heerzugs der kurtrierischen Stadt Limburg. Hintergrund war die enge Verbindung des Rittergeschlechts von Allendorf mit dem Haus Nassau, das sich über Jahrhunderte hinweg in Konkurrenz zu Kurtrier befand.
Hessische Gebietsreform (1970–1977)
Zum 31. Dezember 1971 fusionierten im Zuge der Gebietsreform in Hessen die bisher selbstständigen Gemeinden Allendorf, Barig-Selbenhausen, Merenberg, Reichenborn und Rückershausen freiwillig zur neuen Großgemeinde Merenberg.
Für alle ehemals eigenständigen Gemeinden von Merenberg wurden Ortsbezirke mit Ortsbeirat und Ortsvorsteher nach der Hessischen Gemeindeordnung gebildet.

### Verwaltungsgeschichte im Überblick
Die folgende Liste zeigt die Staaten bzw. Herrschaftsgebiete und deren untergeordnete Verwaltungseinheiten, in denen Allendorf lag:
- vor 1806: Heiliges Römisches Reich, Grafschaft/Fürstentum Nassau-Weilburg, Amt Merenberg
- ab 1806: Herzogtum Nassau, Amt Weilburg
- ab 1816: Herzogtum Nassau, Amt Weilburg
- ab 1849: Herzogtum Nassau, Kreisamt Hadamar[Anm. 1]
- ab 1854: Herzogtum Nassau, Amt Weilburg
- ab 1867: Norddeutscher Bund[Anm. 2], Königreich Preußen, Provinz Hessen-Nassau, Regierungsbezirk Wiesbaden, Oberlahnkreis[Anm. 3]
- ab 1871: Deutsches Reich, Königreich Preußen, Provinz Hessen-Nassau, Regierungsbezirk Wiesbaden, Oberlahnkreis
- ab 1918: Deutsches Reich, Freistaat Preußen, Provinz Hessen-Nassau, Regierungsbezirk Wiesbaden, Oberlahnkreis
- ab 1944: Deutsches Reich, Freistaat Preußen, Provinz Nassau, Oberlahnkreis
- ab 1946: Amerikanische Besatzungszone, Land Hessen, Regierungsbezirk Wiesbaden, Oberlahnkreis
- ab 1949: Bundesrepublik Deutschland, Land Hessen, Regierungsbezirk Wiesbaden, Oberlahnkreis
- ab 1968: Bundesrepublik Deutschland, Land Hessen, Regierungsbezirk Darmstadt, Oberlahnkreis
- ab 1971: Bundesrepublik Deutschland, Land Hessen, Regierungsbezirk Darmstadt, Oberlahnkreis, Gemeinde Merenberg[Anm. 4]
- ab 1974: Bundesrepublik Deutschland, Land Hessen, Regierungsbezirk Darmstadt, Landkreis Limburg-Weilburg, Gemeinde Merenberg
- ab 1981: Bundesrepublik Deutschland, Land Hessen, Regierungsbezirk Gießen, Landkreis Limburg-Weilburg, Gemeinde Merenberg

### Bevölkerung
Einwohnerentwicklung
| Allendorf: Einwohnerzahlen von 1834 bis 2011 | Allendorf: Einwohnerzahlen von 1834 bis 2011 | Allendorf: Einwohnerzahlen von 1834 bis 2011 | Allendorf: Einwohnerzahlen von 1834 bis 2011 | Allendorf: Einwohnerzahlen von 1834 bis 2011 |
| --- | -------------------------------------------- | -------------------------------------------- | -------------------------------------------- | -------------------------------------------- |
| Jahr |                                              |                                              |                                              | Einwohner                                    |
| 1834 | 1834                                         |                                              | 258                                          | 258                                          |
| 1840 | 1840                                         |                                              | 281                                          | 281                                          |
| 1846 | 1846                                         |                                              | 310                                          | 310                                          |
| 1852 | 1852                                         |                                              | 328                                          | 328                                          |
| 1858 | 1858                                         |                                              | 318                                          | 318                                          |
| 1864 | 1864                                         |                                              | 344                                          | 344                                          |
| 1871 | 1871                                         |                                              | 331                                          | 331                                          |
| 1875 | 1875                                         |                                              | 327                                          | 327                                          |
| 1885 | 1885                                         |                                              | 389                                          | 389                                          |
| 1895 | 1895                                         |                                              | 348                                          | 348                                          |
| 1905 | 1905                                         |                                              | 326                                          | 326                                          |
| 1910 | 1910                                         |                                              | 333                                          | 333                                          |
| 1925 | 1925                                         |                                              | 375                                          | 375                                          |
| 1939 | 1939                                         |                                              | 356                                          | 356                                          |
| 1946 | 1946                                         |                                              | 481                                          | 481                                          |
| 1950 | 1950                                         |                                              | 455                                          | 455                                          |
| 1956 | 1956                                         |                                              | 456                                          | 456                                          |
| 1961 | 1961                                         |                                              | 438                                          | 438                                          |
| 1967 | 1967                                         |                                              | 465                                          | 465                                          |
| 1970 | 1970                                         |                                              | 491                                          | 491                                          |
| 1980 | 1980                                         |                                              | ?                                            | ?                                            |
| 1990 | 1990                                         |                                              | ?                                            | ?                                            |
| 2000 | 2000                                         |                                              | ?                                            | ?                                            |
| 2011 | 2011                                         |                                              | 531                                          | 531                                          |
| Datenquelle: Historisches Gemeindeverzeichnis für Hessen: Die Bevölkerung der Gemeinden 1834 bis 1967. Wiesbaden: Hessisches Statistisches Landesamt, 1968. Weitere Quellen: LAGIS; Zensus 2011 |                                              |                                              |                                              |                                              |

Einwohnerstruktur
- Nach den Erhebungen des Zensus 2011 lebten am Stichtag dem 9. Mai 2011 in Allendorf 531 Einwohner. Darunter waren 45 (8,5 %) Ausländer.
- Nach dem Lebensalter waren 90 Einwohner unter 18 Jahren, 231 zwischen 18 und 49, 105 zwischen 50 und 64 und 105 Einwohner waren älter.[6]
- Die Einwohner lebten in 213 Haushalten. Davon waren 51 Singlehaushalte, 66 Paare ohne Kinder und 75 Paare mit Kindern, sowie 21 Alleinerziehende und 3 Wohngemeinschaften. In 39 Haushalten lebten ausschließlich Senioren und in 141 Haushaltungen lebten keine Senioren.[6]

Religionszugehörigkeit
- 1885: 375 evangelische (= 96,40 %), 14 katholische (= 3,60 %) Einwohner[1]
- 1961: 367 evangelische (= 83,79 %), 70 katholische (= 15,98 %) Einwohner[1]

## Politik
Im Ortsteil Allendorf gibt es zurzeit keinen Ortsbeirat.

## Kulturdenkmäler
Siehe auch: Liste der Kulturdenkmäler in Allendorf
- Pfarrhof (Allendorf)

## Vereine
Das Vereinsleben wird hauptsächlich von der Evangelischen Kirchengemeinde Allendorf, vom Frauen- und Mädchenchor Allendorf, der Frauenhilfe Allendorf, von der 1926 gegründeten Freiwilligen Feuerwehr Allendorf e. V. (seit 7. Juli 1990 mit Jugendfeuerwehr), vom Gemischten Chor Allendorf, vom Kultur- und Freizeitverein Allendorf, vom Naturschutzbund NABU Allendorf, vom Sportverein Allendorf und der VdK-Ortsgruppe Allendorf geprägt.

## Infrastruktur
Seit dem Jahr 1926 sorgt die Freiwillige Feuerwehr Allendorf (ab 7. Juli 1990 mit Jugendfeuerwehr) für den abwehrenden Brandschutz und die allgemeine Hilfe in diesem Ort. Es bestehen in der Ortschaft das „Alte Rathaus“ in der Hasselbacher Straße für Feierlichkeiten, der Sportplatz, ein Kinderspielplatz sowie Wanderwege.